# Streektaal
Het begrip streektaal of regionale taal heeft meerdere betekenissen:
1. een taalkundige: een of enkele taalvariëteiten die aan een bepaalde streek zijn gebonden en taalkundig onderling zeer veel overeenkomsten vertonen. Een streektaal in deze betekenis komt in grote lijnen overeen met een dialect.
2. een politieke en bestuurlijk-juridische: een taalvariëteit die door een overheid als streektaal is aangeduid.

## Streektaal als taalkundig begrip
De term streektaal wordt in de Europese context veelal gebruikt voor een geheel van variëteiten uit een bepaalde regio, die niet noodzakelijkerwijs een enige gestandaardiseerde vorm kennen en waarbinnen grote verschillen kunnen bestaan.

## Streektaal als bestuurlijk-juridische term
In bestuurlijk-juridische zin is een streektaal (in het Europees Handvest voor regionale talen of talen van minderheden (ECRML) aangeduid als regionale of minderheidstaal) gedefinieerd als een taal die (a) vanouds in een bepaald deel van een staat gebruikt wordt door een minderheid van de ingezetenen van die staat, en (b) anders is dan de officiële taal of talen van die staat. Aan variëteiten die als variant van een officiële standaardtaal worden beschouwd wordt in het ECRML expliciet de naam streektaal onthouden; in dit geval wordt meestal van een "dialect" gesproken. Het begrip streektaal wordt dus door taalkundigen in een ruimere zin gebruikt dan door de Nederlandse en Belgische overheden.

## Situatie in Nederland

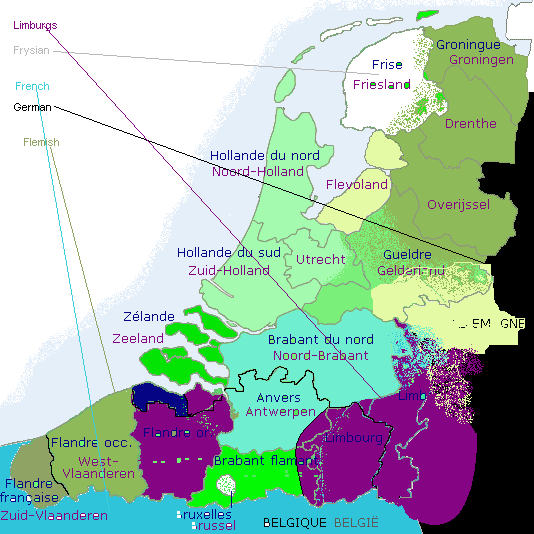
Dialecten in België en Nederland

In Nederland is de erkenning van streektalen geregeld in het ECRML dat door Nederland in 1996 geratificeerd is, en dat in 1998 van kracht geworden is. In dat kader erkent de overheid het Fries, het Nedersaksisch en het Limburgs als regionale of minderheidstalen. Van deze drie talen geniet het Fries daarnaast sinds 2013 de status van officiële taal binnen de provincie Friesland. Binnen het ECRML heeft het Fries ook een andere status dan het Nedersaksisch en het Limburgs, aangezien de bepalingen van deel 3 van het Handvest alleen van toepassing zijn op het Fries. Aan de status van het Nedersaksisch en Limburgs kunnen dan ook geen speciale rechten worden ontleend, in tegenstelling tot de status van het Fries.
De officiële erkenning van Fries gaat ten minste terug tot de jaren 50 van de 20e eeuw. De erkenning van het Nedersaksisch en Limburgs is het resultaat van sterke regionale lobby's. Aan het niet objectief te beoordelen criterium dat een streektaal geen dialect van een standaardtaal mag zijn wordt naar de maatstaven van de overheid voldaan, aangezien er tal van grammaticale en lexicale verschillen tussen deze variëteiten enerzijds en het Nederlands anderzijds bestaan. De Nederlandse Taalunie is overigens van mening dat het Limburgs (dat in tegenstelling tot het Fries en Nedersaksisch een Nederfrankische grondslag heeft) als een Nederlands dialect dient te worden beschouwd. Echter de Nederlandse Taalunie verwijst nu wel naar het Limburgs als een regionale taal in overeenstemming met het Europees Handvest voor regionale talen en talen van minderheden van de Raad van Europa.
In de Ethnologue worden naast het Nederlands en het Fries de volgende regionaal gebonden talen onderscheiden: Achterhoeks, Drents, Gronings, Sallands,  Stellingwerfs, Twents, Veluws (allen behorend tot de Nedersaksische taalgroep), Limburgs (hier gerekend tot de Rijnfrankische taalgroep), en Zeeuws en Vlaams (behorend tot de Nederfrankische taalgroep).

### Nedersaksisch
Met de ratificatie van het handvest in 1996 heeft het Nedersaksisch in Nederland de status van streektaal gewonnen. Dit conglomeraat van verwante variëteiten dat zich naar het oosten tot in Polen uitstrekt kent geen standaard en hooguit enkele in kleine gebieden algemeen aanvaarde spellingsconventies. De in de taalkunde gebruikelijke benaming Nedersaksisch wordt daarbuiten slechts in kleine kring gebruikt, de sprekers identificeren zich doorgaans met de subvariëteit van de plaats of streek waarin zij wonen (zoals Gronings, Twents, Achterhoeks of Dithmarscher Platt). Een in het hele gebied gebruikelijke benaming is 'Plat' of 'Platt', dat doorgaans pejoratief wordt gebruikt, en zelden als serieuze aanduiding voor het geheel aan onder 'Nedersaksisch' begrepen variëteiten wordt aangewend. In verschillende streken in Nederland vindt men initiatieven die de emancipatie van de Nedersaksische variëteiten willen bevorderen. Daarbij komt kijken dat er  verschillende individuën en groeperingen zijn die Nedersaksische plaatsnaamborden aanbrengen.

### Limburgs
In 1997 heeft de Nederlandse overheid onder het handvest de streektaalstatus toegekend aan het Limburgs. In tegenstelling tot 'Nedersaksisch', dat een begrip uit de historische taalkunde vormt, is het 'Limburgs' een politiek begrip, dat alle variëteiten die binnen de Nederlandse provincie Limburg worden gesproken, omvat. Hoewel ze allemaal tot de Frankische variëteiten worden gerekend, vormen de onder het Limburgs begrepen variëteiten geen onderlinge eenheid; Limburg wordt doorsneden door een aantal isoglossenbundels. De zuidelijke variëteiten hebben in wisselende mate de tweede Germaanse klankverschuiving doorgemaakt en horen in taalkundige zin bij het Hoogduits. Ze onderscheiden zich daarmee van de noordelijker variëteiten, die dicht bij de Brabantse dialecten staan, die mede aan de basis liggen van de hoofdzakelijk uit Frankische elementen bestaande Nederlandse standaardtaal.
Het emancipatiestreven is door de politieke eenheid van Limburg eenvoudiger centraal te realiseren. Dat uit zich onder andere in het voornemen van de Staten van Limburg om in de gemeenten tweetalige plaatsnaamborden te plaatsen. Begin 21e eeuw werd op een vraag van een Fries Statenlid of er nu ook in de Provinciale Staten ook Limburgs zou gaan worden gebruikt lacherig ontkennend geantwoord.
Ondanks de grote verscheidenheid binnen het Limburgs, is het de streektaalvereniging Veldeke toch gelukt een ondertussen redelijk breed aanvaarde spelling voor de Limburger variëteiten te ontwikkelen.

### Zeeuws
In Zeeland bestaat een lobby voor de erkenning van het Zeeuws als streektaal in Nederland, maar een verzoek daartoe is in 2005 door Minister van Binnenlandse Zaken Remkes afgewezen.

## Situatie in België
In de Belgische Grondwet zijn vier taalgebieden onderscheiden: het Nederlandse taalgebied, het Franse taalgebied, het tweetalige (Nederlands-Franse) gebied Brussel-Hoofdstad, en het Duitse taalgebied. In samenhang met deze indeling zijn in België het Nederlands, Frans en Duits als officiële talen erkend. België heeft het Europees Handvest voor regionale talen of talen van minderheden (ECRML) niet getekend. Daardoor kunnen we niet spreken van in België officieel erkende streektalen.
In de Ethnologue worden naast de drie officiële talen de volgende regionaal gebonden talen onderscheiden: Vlaams (West-Vlaams, behorend tot de Nederfrankische taalgroep), Limburgs (hier gerekend tot de Rijnfrankische taalgroep), Luxemburgs (Moezelfrankisch), en Picardisch en Waals (behorend tot de Franse taalgroep).